# Aralia officinalis
Aralia officinalis là một loài thực vật có hoa trong Họ Cuồng. Loài này được Z.Z.Wang mô tả khoa học đầu tiên năm 2001.